# Platytaenia macrocarpa
Platytaenia macrocarpa là một loài dương xỉ trong họ Pteridaceae. Loài này được Rech.f. & Riedl mô tả khoa học đầu tiên..
Danh pháp khoa học của loài này chưa được làm sáng tỏ. 